# Манфрои, Франко
Франко Манфрои (итал. Franco Manfroi; 11 июня 1939 года, Канале-д'Агордо - 12 октября 2005 года, Беллуно) — итальянский лыжник, призёр чемпионата мира. 
На Олимпиаде-1964 в Инсбруке занял 19-е место в гонке на 50 км.
На Олимпиаде-1968 в Гренобле занял 32-е место в гонке на 15 км и 25-е место в гонке на 30 км.
На чемпионате мира 1966 года в Осло завоевал бронзовую медаль в эстафетной гонке. 